# Городская усадьба М. И. Псаревой — Епанешниковых
Городская усадьба М. И. Псаревой — Епанешниковых располагается в Москве, в Центральном округе, в пределах Садового кольца, по адресу улица Большая Полянка, дом № 43. Объект культурного наследия регионального значения.

## История
- Улица Большая Полянка, дом № 43, — городская усадьба М. И. Псаревой — Епанешниковых (1810—1834), бывший приют для детей Братства Царицы Небесной[1].
- После купцов Епанешниковых домом владели купцы Селивановы, которые торговали кожевенным товаром в Охотном ряду.
  - В 1870-х они перестроили фасад главного дома: появились обрамления окон, прямые сандрики и аттик над центральной частью дома.
  - В 1878 году после смерти хозяина дома управлять его фирмой «Василий Селиванов и сыновья» взялась его супруга Елизавета Яковлевна Селиванова.
    - Именно при ней были пристроены со двора к главному дому одноэтажный корпус, а также хозяйственные постройки (сараи, коровник, навозник, беседка в саду).
- В последней четверти XIX века усадьбой владели купцы Гавриловы, которые торговали сукном на Никольской улице в доме Синодального ведомства.
  - В 1887 году на месте деревянных сараев были построены каменные (архитектор Яков Лукашев).
  - В 1891 году с запада к главному дому архитектор Н. Д. Струков пристроил еще один одноэтажный корпус.
- В 1909 году в усадьбе разместился приют для больных детей при Братстве во имя Царицы Небесной.
  - Приют состоял под покровительством императрицы Александры Федоровны.
- До революции этим (как и соседним домом № 45) владела мещанка Клавдия Дмитриевна Свешникова.

### В 2000-х годах
- В рамках гражданской инициативы «Последний адрес» на доме установлен мемориальный знак с именем юриста Евгения Ивановича Яницкого[2], расстрелянного сотрудниками НКВД 1 июля 1938 года[3]..

### Современность
В настоящее время (на 2019 год) в здании-памятнике архитектуры располагается культурно-музейный центр: в отреставрированном виде, приспособленном для музейных экспозиций и проведения выставок.
Городская усадьба М. И. Псаревой — Епанешниковых, как существующая с 1834 года, является объектом культурного наследия регионального значения.

## Архитектура
Главный дом усадьбы - одноэтажное здание. На улицу Большая Полянка выходят 7 окон с наличниками.

## Документы
- Приказ Департамента культурного наследия г. Москвы от 25 апреля 2016 г. N 270 «Об утверждении охранного обязательства собственника или иного законного владельца объекта культурного наследия регионального значения „Городская усадьба М. И. Псаревой — Епанешниковых — приют для детей Московского отделения Братства Царицы Небесной, XIX в. — Главный дом, 1810-е гг., 1834 г.; — Ограда с воротами, сер. XIX в.“ по адресу: г. Москва, ул. Большая Полянка, д. 43, стр. 1»